# 莫谢耶沃市镇
莫谢耶沃市镇（俄语：Муниципальное образование «Мосеевское»）是俄罗斯联邦沃洛格达州托季马区所属的一个市镇。其下辖有29个居民点，行政中心为莫谢耶沃。据2015年统计，该市镇的人口为515人。